# Piano Etereo (Dungeons & Dragons)
(Manuale dei Piani, ver. 3.0)
Nella cosmologia del gioco di ruolo Dungeons & Dragons, il Piano Etereo  è il piano di esistenza maggiormente connesso al Piano Materiale, in cui vive un particolare tipo di creature, le creature eteree, che sono creature incorporee in grado di passare attraverso oggetti del Piano Materiale. È possibile entrare nel Piano Etereo usando incantesimi come Transizione eterea.